# Frederic de Correa i Ruiz
Frederic de Correa i Ruiz   (Barcelona, 7 d'abril de 1924 - Barcelona, 19 d'octubre de 2020) fou un arquitecte i dissenyador català que treballà en equip amb Alfons Milà i Sagnier.

## Biografia
Estudià arquitectura i el 1953 treballà un temps en el taller de Josep Antoni Coderch de Sentmenat. Del 1959 al 1966 fou professor de l'Escola d'Arquitectura de la Universitat de Barcelona, però en fou desposseït amb 68 professors més per donar suport al Sindicat Democràtic d'Estudiants de la Universitat de Barcelona. El 1977 hi obtingué la càtedra de projectes, i des del 1967 també és professor de l'escola Eina. També col·laborà a les revistes Quaderns d'Arquitectura i Serra d'Or.
La seva obra té una gran perfecció formal i ha influït molt sobre els arquitectes més joves. Al principi es van dedicar sobretot a la decoració i als habitatges unifamiliars, però més endavant han dirigit la construcció de grans edificis d'oficines. Cal destacar-ne la casa a Esplugues de Llobregat (1958), el projecte ETADE (1962) a Barcelona, el restaurant Reno (1962) de Barcelona, la fàbrica Montesa (1963) i les cases a la Finca Milà i Camps (1964) a Esplugues de Llobregat, la fàbrica Godó i Trias a l'Hospitalet de Llobregat, i a Barcelona l'edifici la Talaia (1972, premi FAD d'Arquitectura), la reforma de la Plaça Reial (1981) i la nova seu de la Diputació de Barcelona (1987), annexada a la restaurada Can Serra de Josep Puig i Cadafalch. Ha fet nombrosos projectes d'interiorisme, com les dels locals comercials per a Olivetti (1968-1969), els restaurants Il Giardinetto (1974) i Flash Flash (1970), i les botigues Furest (1974-1977), a Barcelona.
Les seves incursions en l'àmbit del disseny industrial van estar sempre relacionades amb l'arquitectura i l'interiorisme. Va exercir la docència a l'Escola Tècnica Superior d'Arquitectura de Barcelona i va ser president de l'ADI-FAD (1976-1979). El 1974 va ser guardonat amb la medalla del FAD. Entre els seus dissenys més destacats, realitzats amb Alfonso Milà, cal citar la cadira Barceloneta (1954), l'aparador Lago (1957), o la cadira de braços Reno (1961).
És seu el projecte bàsic d'ordenació de l'Anella Olímpica de Barcelona (1984), en el qual s'encabiren edificis d'altres arquitectes; ell mateix, amb Vittorio Gregotti, projectà la remodelació de l'Estadi Olímpic.
Va morir el 19 d'octubre de 2020 a Barcelona, amb 96 anys.

## Reconeixements
El 1976 fou elegit president de l'ADI-FAD i el 1991 va obtenir la Creu de Sant Jordi.
El 2001 la Generalitat de Catalunya li concedí la Medalla al treball President Macià.
El 2003 fou nomenat membre de la Comissió del Patrimoni Cultural de Catalunya.